# Анатомия страсти (сезон 11)
Одиннадцатый сезон американского драматического телесериала Шонды Раймс «Анатомия страсти» стартовал на канале ABC 25 сентября 2014 года. Состоит из 24 эпизодов.

## Производство
8 мая 2014 года сериал был продлён на одиннадцатый сезон. В финале десятого сезона ветеран шоу Сандра О покинула сериал, а Гай Чарльз и Тесса Феррер были уволены, так как их контракты не были продлены. Таким образом только Камилла Ладдингтон и Джеррика Хинтон получили контракты на регулярные роли интернов в сезоне. 23 января 2014 года было объявлено, что Эллен Помпео и Патрик Демпси продлили свои контракты ещё на два сезона. 2 мая 2014 года остальные члены оригинального актёрского состава, Джастин Чэмберс, Чандра Уилсон, Джеймс Пикенс-младший и Сара Рамирес продлили контракты также на два сезона.
23 июня 2014 года было объявлено, что Катерина Скорсоне присоединилась к шоу в регулярном статусе, повторяя свою роль Амелии Шеперд, сестры Дерека, которая ранее была задействована в «Частной практике». 6 августа 2014 года было подтверждено, что Кейт Бертон повторит свою роль Эллис Грей в воспоминаниях. Сара Полсон, которая сыграла роль Эллис в молодости также рассматривалась продюсерами, однако было решено вернуть только Бертон. 8 августа 2014 года было объявлено, что Джина Дэвис присоединилась к шоу во второстепенной роли нового хирурга. 23 октября было объявлено, что Келли Маккрири была повышена до основного состава.
23 апреля 2015 года, в эпизоде «How to Save a Life» сериал после одиннадцати сезонов по собственному желанию покинул Патрик Демпси.

## Актёры и персонажи
| - Эллен Помпео — Мередит Грей - Джастин Чэмберс — Алекс Карев - Чандра Уилсон — Миранда Бейли - Джеймс Пикенс-младший — Ричард Уэббер - Сара Рамирес — Келли Торрес - Кевин Маккидд — Оуэн Хант - Джессика Кэпшоу — Аризона Роббинс - Сара Дрю — Эйприл Кэпнер - Джесси Уильямс — Джексон Эйвери - Камилла Ладдингтон — Джо Уилсон - Джеррика Хинтон — Стефани Эдвардс - Катерина Скорсоне — Амелия Шепард - Келли Маккрири — Маргарет Пирс - Патрик Демпси — Дерек Шепард (15 эпизодов) | - Джина Дэвис — доктор Николь Герман - Джейсон Джордж — доктор Бен Уоррен - Дебби Аллен — Кэтрин Эйвери - Николас Д’Агосто — доктор Грэм Мэддокс - Лэнс Гросс — Итан - Кейт Бертон — Эллис Грей - Салли Прессман — Эллис Грей в молодости - Аннет Махендру — Ана - Конни Рэй — Карен Кепнер - Джей Аугуст Ричардс — Ричард Веббер в молодости |

## Эпизоды
| № общий | № в сезоне | Название                                                                 | Режиссёр       | Автор сценария    | Дата премьеры    | Зрители в США (млн) |
| --- | ---------- | ------------------------------------------------------------------------ | -------------- | ----------------- | ---------------- | ------------------- |
| 221 | 1          | «I Must Have Lost It on the Wind» «Наверное, я это потеряла на ветру»    | Кевин МакКидд  | Стейси Макки      | 25 сентября 2014 | 10,14               |
| Жизнь Мередит превращается в хаос и дома, и на работе. Келли и Аризона приходят к решению о суррогатном материнстве. Амелия узнаёт секрет. |            |                                                                          |                |                   |                  |                     |
| 222 | 2          | «Puzzle With a Piece Missing» «Недостающая часть головоломки»            | Роб Корн       | Уильям Харпер     | 2 октября 2014   | 9,44                |
| Мэгги продолжает оказываться в неловких ситуациях, стоит ей попытаться произвести хорошее впечатление. Ричард пытается скрыть свою тайну. |            |                                                                          |                |                   |                  |                     |
| 223 | 3          | «Got to Be Real» «Будь настоящей»                                        | Роб Корн       | Зоан Клек         | 9 октября 2014   | 8,48                |
| Джо начинает ревновать, когда Алекс и Мередит становятся близкими друзьями. Мэгги и Ричард продолжают откровенничать друг с другом. Оуэн заставляет Келли использовать его роботизированную лабораторию для помощи ветеранам. |            |                                                                          |                |                   |                  |                     |
| 224 | 4          | «Only Mama Knows» «Только мама знает»                                    | Николь Камминс | Марк Дрисколл     | 16 октября 2014  | 8,43                |
| Секреты из прошлого Эллис Грей выходят на свет, после того, как Мередит просматривает старые видео и читает дневники ее матери. Между тем, Мэгги собирается уволиться из больницы. |            |                                                                          |                |                   |                  |                     |
| 225 | 5          | «Bend & Break» «Поворот и разрыв»                                        | Джесси Бокко   | Мэг Марринис      | 23 октября 2014  | 8,62                |
| Калли и Аризона анализируют свои брачные проблемы и то, что к ним привело. Между тем, Келли посвящает себя проекту ветеранов; Аризона стремится произвести впечатление на доктора Герман. |            |                                                                          |                |                   |                  |                     |
| 226 | 6          | «Don't Let's Start» «Давай не начинать»                                  | Роб Гринли     | Остин Гусман      | 6 ноября 2014    | 8,08                |
| Оуэн уделяет дополнительное внимание избитой женщине, у которой украли машину, когда он узнает, что она служила в армии. Дерек отчаянно пытается организовать ужин для сложной семьи Мередит, но он побежден. |            |                                                                          |                |                   |                  |                     |
| 227 | 7          | «Can We Start Again, Please?» «Прошу тебя, мы можем все начать сначала?» | Бобби Рот      | Энди Ризер        | 13 ноября 2014   | 8,36                |
| Аризона должна заботиться об одном из пациентов Герман. Дочь пациента рассказывает всем что Амелия наркоманка и Дерек не поддерживает ее. Джо проводит свою первую самостоятельную операцию. У Дерека выбор: защитить сестру или снова стать главным нейрохирургом. Мэгги приглашена в дом Эллис. Аризона решает переехать к Алексу. |            |                                                                          |                |                   |                  |                     |
| 228 | 8          | «Risk» «Риск»                                                            | Роб Корн       | Уильям Харпер     | 20 ноября 2014   | 8,33                |
| Пирс и Грей не согласны с Дереком о способе лечения пациента. Между тем Келли чувствует себя ответственной за одного из ветеранов, когда он впадает в кому. К Дереку приходит человек президента. |            |                                                                          |                |                   |                  |                     |
| 229 | 9          | «Where Do We Go From Here» «Куда мы уходим»                              | Дебби Аллен    | Мэг Мэринис       | 29 января 2015   | 8,71                |
| Мередит старается быть занятой, пока Дерек подготавливает свой переезд. Джексон и Эйприл получают усложняющие все новости, Аризона и Амелия обсуждают то, как лучше приблизиться к доктору Герман. |            |                                                                          |                |                   |                  |                     |
| 230 | 10         | «The Bed's Too Big Without You» «Кровать слишком большая без тебя»       | Чандра Уилсон  | Тиа Наполитано    | 5 февраля 2015   | 7,98                |
| Эйприл пытается быть оптимистичной, пока делают анализы ее ребенку. Доктор Герман планирует ускоренный курс фетальной хирургии. Калли и Оуэн хотят вернуться к сцене их знакомства. Бейли, Мередит и Мэгги стараются узнать больше об опухоли пациента.                                                                              |            |                                                                          |                |                   |                  |                     |
| 231 | 11         | «All I Could Do Was Cry» «Всё, что я могла сделать — это плакать»        | Роб Андервуд   | Элизабет Клавитер | 12 февраля 2015  | 7,81                |
| Мередит пытается найти няню, чтобы навестить Дерека. Амелия и Стефани совместно работают над заболеванием одного из пациентов. |            |                                                                          |                |                   |                  |                     |
| 232 | 12         | «The Great Pretender» «Великий обманщик»                                 | Жанно Шварц    | Марк Дрисколл     | 19 февраля 2015  | 8,13                |
| Мегги расстраивается, когда Мередит уклоняется от ее вопросов о Вашингтоне. Бэйли и Бэн начинают беспокоиться о брате Бэна, после того, как его положили в больницу. Д.Герман чувствует влечение к Аризоне. Ричарду кажется, что Катерин им манипулирует.                                                                            |            |                                                                          |                |                   |                  |                     |
| 233 | 13         | «Staring at the End» «Начиная с конца»                                   | Марк Джексон   | Стейси Макки      | 26 февраля 2015  | 7,56                |
| В больнице врачи восхищены работой доктора Германа, когда Амелия зачитывает детальное описание проведенной им операции. Аризона и Герман стараются собрать всю информацию перед главной операцией. Бэйли начинает работу с беременной пациенткой.                                                                                    |            |                                                                          |                |                   |                  |                     |
| 234 | 14         | «The Distance» «Расстояние»                                              | Эрик Ланёвилль | Остин Гузман      | 5 марта 2015     | 8,09                |
| Эта серия сфокусирована на Амелии, которая участвует в важной операции, под пристальным взглядом группы врачей, смотрящих на нее из галереи. Она быстро начинает понимать, что операция сложнее, чем она думала. |            |                                                                          |                |                   |                  |                     |
| 235 | 15         | «I Feel the Earth Move» «Земля уходит из-под ног»                        | Томас Дж Райт  | Джен Клейн        | 12 марта 2015    | 7,40                |
| Землетрясение застает Мэгги в лифте и угрожает разбить полосу успешных операций Мередит, Оуэн дает врачебные указания по телефону. Бэн выходит на откровенный разговор с Джексоном. |            |                                                                          |                |                   |                  |                     |
| 236 | 16         | «Don't Dream It's Over» «Не мечтай, что все закончилось»                 | Сьюзен Ваилл   | Энди Ризер        | 19 марта 2015    | 7,73                |
| Состояние одного из пациентов провоцирует разговор между Ричардом и Мэгги о болезни Алцгеймера. Эйприл и Джексон стараются вернуться к нормальной жизни и Аризона осознает, что Калли действительно переведут. |            |                                                                          |                |                   |                  |                     |
| 237 | 17         | «With or Without You» «С тобой или без тебя»                             | Чандра Уилсон  | Элизабет Финч     | 26 марта 2015    | 8,18                |
| Мередит, все еще шокированная последними событиями, пытается разобраться, что ей делать с Дереком. Тем временем, Оуэн шокирован тем, что его мать попала в Госпиталь. |            |                                                                          |                |                   |                  |                     |
| 238 | 18         | «When I Grow Up» «Когда я взрослею»                                      | Зетна Фуэнтес  | Тиа Наполитано    | 2 апреля 2015    | 6,64                |
| Школьная экскурсия в Госпиталь принимает драматический характер, когда дети видят двух раненых полицейских. Калли проводит операцию на ноге полицейского капитана, и Амелия должна понять, что она чувствует к Оуэну |            |                                                                          |                |                   |                  |                     |
| 239 | 19         | «Crazy Love» «Безумная любовь»                                           | Пол Маккрейн   | Элизабет Клаветер | 9 апреля 2015    | 7,42                |
| В Госпиталь попадает мужчина, чья жена отомстила ему, после того, как узнала, что он изменил ей. |            |                                                                          |                |                   |                  |                     |
| 240 | 20         | «One Flight Down» «Сбитый рейс»                                          | Дэвид Гринспен | Остин Гузман      | 16 апреля 2015   | 7,60                |
| Крушение небольшого самолета оказывается связано с многочисленными совпадениями и возрождает грустные воспоминания. |            |                                                                          |                |                   |                  |                     |
| 241 | 21         | «How to Save a Life» «Как спасти жизнь»                                  | Роб Харди      | Шонда Раймс       | 23 апреля 2015   | 9,55                |
| Дерек оказывается случайным свидетелем автокатастрофы и вынужден спасти несколько жизней. |            |                                                                          |                |                   |                  |                     |
| 242243 | 2223       | «She's Leaving Home» «Она покидает дом»                                  | Крис Хайден    | Стейси Макки      | 30 апреля 2015   | 8,74                |
| Каждый из членов команды Госпиталя по-своему переживает смерть одного из своих коллег. |            |                                                                          |                |                   |                  |                     |
| 244 | 24         | «Time Stops» «Время останавливается»                                     | Кевин МакКидд  | Мэг Маринис       | 7 мая 2015       | 7,74                |
| Врачи должны сдерживать свои эмоции и сфокусировать свое внимание на последствиях катастрофы. |            |                                                                          |                |                   |                  |                     |
| 245 | 25         | «You're My Home» «Ты — мой дом»                                          | Роб Корн       | Уильям Харпер     | 14 мая 2015      | 8,33                |
| Пока врачи изо всех сил стараются перебороть сильнейший кризис, они вновь осознают, что важнее всего и становятся еще ближе друг другу. |            |                                                                          |                |                   |                  |                     |